# Kery James
Kery James, właśc. Alix Mathurin (ur. 28 grudnia 1977 w Les Abymes, Gwadelupa) – francuski raper, piosenkarz, tancerz i producent muzyczny. Karierę muzyczną rozpoczął w 1992 roku.

## Dyskografia

### Albumy studyjne
| Rok                            | Dane dot. albumu | Najwyższe pozycje na listach | Najwyższe pozycje na listach | Najwyższe pozycje na listach | Najwyższe pozycje na listach |
| Rok                            | Dane dot. albumu | FRA                          | BEL (WAL)                    | SWI                          |                              |
| ------------------------------ | --- | ---------------------------- | ---------------------------- | ---------------------------- | ---------------------------- |
| 2001                           | Si c’était à refaire... - Wydany: 11 grudnia 2001 - Wytwórnia: Wea Music, Warner Music France, Musicast - Format: CD, 2×CD, 2×płyta gramofonowa, digital download | 5                            | –                            | –                            |                              |
| 2004                           | Savoir & vivre ensemble - Wydany: 16 marca 2004 - Wytwórnia: Naïve Records - Format: CD, 2×CD, digital download                                                   | 15                           | 54                           | 89                           |                              |
| 2005                           | Ma vérité - Wydany: 2005 - Wytwórnia: Up Music, Musicast - Format: CD, digital download                                                                           | 8                            | 69                           | –                            |                              |
| 2008                           | À l’ombre du show business - Wydany: 31 marca 2008 - Wytwórnia: Warner Music France - Format: CD, digital download                                                | 3                            | 27                           | 59                           |                              |
| 2009                           | Réel - Wydany: 27 sierpnia 2009 - Wytwórnia: Warner Music France, Up Music - Format: CD, digital download                                                         | 1                            | 12                           | 33                           |                              |
| 2012                           | 92.2012 - Wydany: 2 sierpnia 2012 - Wytwórnia: Silene - Format: CD, digital download                                                                              | 12                           | 72                           | –                            |                              |
| 2013                           | Dernier MC - Wydany: 10 maja 2013 - Wytwórnia: AZ - Format: CD, 2×CD, digital download                                                                            | 3                            | 9                            | 47                           |                              |
| „–” pozycja nie była notowana. | |                              |                              |                              |                              |